# Вальберг, Иван Иванович (1825)
Ива́н Ива́нович Ва́льберг (26 января [7 февраля] 1825; Санкт-Петербург, Российская империя — 11 [23] мая 1887; По, Франция) — русский генерал-майор, военный инженер.

## Биография
Происходил из дворян Санкт-Петербургской губернии. Отец — Ива́н Ива́нович Ва́льберх. Православного вероисповедания.
Воспитывался в Дворянском полку. 2 августа 1843 года был выпущен из него в полевые (военные) инженеры и 15 августа прикомандирован к Главному инженерному училищу для слушания курса. 22 июня 1845 года был переведён в верхний класс, а 13 сентября получил чин подпоручика. Курс в офицерском классе ГИУ окончил в следующем 1846 году и 24 июня был зачислен в Санкт-Петербургскую инженерную команду. 2 августа того же года был переведён в Варшавскую, а 29 августа в Новогеоргиевскую инженерную команду. 9 марта 1847 года Вальберга вновь перевели в Варшавскую, а 14 мая 1848 года вновь в Новогеоргиевскую инженерную команду. 4 мая 1850 года ему был присвоен чин поручика.
1 марта 1854 года во время Крымской войны Вальберг был назначен начальником чертежной в управление начальника инженеров действующей армии инженер-генерала К. А. Шильдера. После войны, 20 июня 1857 года, был вновь переведён в Варшавскую инженерную команду. 22 января 1858 года получил чин штабс-капитана, а 24 марта назначен старшим адъютантом в Главный штаб 1-й армии по управлению генерал-квартирмейстера. 5 апреля 1861 года получил чин капитана. 27 октября того же года был отчислен от должности старшего адъютанта, а 19 декабря в очередной раз направлен в Варшавскую инженерную команду.
10 декабря 1862 года Вальберг был назначен исполняющим должность делопроизводителя по искусственной части и начальником 2-го отделения управления начальника инженеров в Царстве Польском. Находясь в составе войск Варшавского гарнизона, участвовал в усмирении Польского восстания 1863—1864 годов.
С 14 сентября 1864 года Вальберг исполнял должность штаб-офицера для особых поручений в окружном инженерном управлении Варшавского военного округа, а 25 июня 1865 был произведён в подполковники с утверждением в той должности. 2 июня 1868 года был назначен исполняющим должность делопроизводителя по искусственной части канцелярии Инженерного комитета, а 3 декабря произведён в полковники. 16 мая 1883 года был назначен членом Инженерного комитета ГИУ. С разрешения военного министра ему было поручено исправлять должность делопроипроизводителя Канцелярии того же комитета по искусственной части.
По характеристике С. А. Венгерова, Вальберг «Пользовался блестящей репутацией как военный инженер, техник, строитель и знаток своего дела». Он работал в крепостной, казарменной и других комиссиях. Являлся членом Русского технического общества и Русского общества охранения народного здравия. В 1859 году был командирован за границу для покупки машинных приборов для строительства в Варшаве железного моста (Александровский мост) через Вислу. Был делегатом и экспонентом от Военно-инженерного ведомства на Всемирной выставке в Париже (1867); Всероссийской мануфактурной выставке в Санкт-Петербурге (1870); Политехнической выставке в Москве (1872), за которую был удостоен золотой медали «Московская политехническая выставка»; Всемирной выставке в Вене (1873); первой Международной гигиенической выставке в Брюсселе (1876) и первой Международной электрической выставке в Париже (1881) (за последние две удостоен серебряных медалей). В конце 1870-х годов был делопроизводителем комиссии по проекту А. Ф. Можайского, воспрепятствовавшей созданию его летательного аппарата и, по сути, ходу развития воздухоплавания в целом.
Ещё в 1870 году по высочайшему повелению Вальберг был командирован на театр военных действий Франко-прусской войны, за что в 1871 году был награждён прусским орденом Красного орла 2-й степени и орденом Святой Анны 2-й степени с мечами. 30 августа 1878 года Вальбергу был присвоен чин генерал-майора. С 1883 года — член Инженерного комитета (с оставлением в должности делопроизводителя канцелярии по искусственной части).
Вальберг сотрудничал с рядом периодических изданий. Его статьи публиковались в таких изданиях, как «Журнал Министерства путей сообщения», «Инженерный журнал» и др.
Иван Вальберг умер в городе По на юге Франции. Похоронен там же. Как отмечал С. А. Венгеров, Иван Вальберг был «Человек идеальной честности, он умер нищим, хотя всю жизнь имел дело с казёнными миллионными сооружениями».

## Чинопроизводство
- прапорщик (02.08.1843)
- подпоручик (13.09.1845)
- поручик (04.05.1850)
- штабс-капитан (22.01.1858)
- капитан (05.04.1861)
- подполковник (25.06.1865)
- полковник (03.12.1868)
- генерал-майор (30.08.1878)

## Награды
Ордена
| Российские - Орден Святого Станислава 3-й степени (22.07.1856) - Орден Святого Станислава 2-й степени (06.11.1867) - Орден Святой Анны 2-й степени с мечами (19.02.1871) - Орден Святого Владимира 4-й степени (30.08.1872) - Орден Святого Владимира 3-й степени (30.08.1875) - Орден Святого Станислава 1-й степени (30.08.1881) - Орден Святой Анны 1-й степени (15.05.1883) - Орден Святого Владимира 2-й степени (30.08.1886) | Иностранные - Орден Красного орла 2-й степени (Пруссия, 1871) - Орден Короны 2-й степени с мечами (Пруссия, 20.08.1871) - Орден Железной короны 2-й степени (Австро-Венгрия, 20.12.1873) - Командорский крест ордена Франца Иосифа со звездой (Австро-Венгрия, 09.03.1874) - Командорский крест ордена Почётного легиона (Франция, 25.11.1879) |

Медали
- Бронзовая медаль «В память войны 1853—1856»
- Бронзовая медаль «За усмирение польского мятежа»
- Бронзовая медаль «В память Франко-прусской войны» (08.02.1872)
- Золотая медаль «Московская политехническая выставка» (1872)

## Семья
Отец — Ива́н Ива́нович Ва́льберх (1800–1845), сын и полный тёзка знаменитого петербургского балетмейстера, чиновник департамента внешней торговли, коллежский ассесор.
Жена — Мария Ивановна (урождённая Гембицкая), дочь доктора Гембицкого, римского-католического вероисповедания.
Дети:
- Мария (10.06.1856—?)
- Елизавета (30.04.1858—?) — жена д.с.с. Я. В. Рыбалкина.
- Иван (04.10.1859—21.09.1918) — генерал-лейтенант, начальник Павловского военного училища, военный историк и писатель.
- Александр (18.06.1861—?) — офицер, при Главном штабе. Печатался в различных периодических изданиях[2].
- София (10.10.1864—?)